# Вејк Вилиџ (Тексас)
Вејк Вилиџ (енгл. Wake Village) град је у америчкој савезној држави Тексас. По попису становништва из 2010. у њему је живело 5.492 становника.

## Демографија
Према попису становништва из 2010. у граду је живело 5.492 становника, што је 363 (7,1%) становника више него 2000. године.
| Група             | 2000.         | 2010.         |
| Белци             | 4.146 (80,8%) | 3.621 (65,9%) |
| Афроамериканци    | 728 (14,2%)   | 1.388 (25,3%) |
| Азијати           | 24 (0,5%)     | 48 (0,9%)     |
| Хиспаноамериканци | 163 (3,2%)    | 289 (5,3%)    |
| Укупно            | 5.129         | 5.492         |